# Tachyempis ruficornis
Tachyempis ruficornis är en tvåvingeart som beskrevs av Axel Leonard Melander 1927. Tachyempis ruficornis ingår i släktet Tachyempis och familjen puckeldansflugor. Inga underarter finns listade i Catalogue of Life.